# Liste des classes de la Classification décimale de Dewey
La classification décimale Dewey (CDD) est structurée autour de dix classes principales couvrant l'ensemble du monde du savoir. Chaque classe principale est ensuite structurée en dix divisions hiérarchiques, chacune ayant dix sections de spécificité croissante. En tant que système de classification des bibliothèques, la CDD classe par discipline et non par sujet, de sorte qu'un sujet comme les vêtements est classé en fonction de son traitement disciplinaire (influence psychologique des vêtements à 155.95, coutumes associées aux vêtements à 391, et mode des vêtements à 746.92) dans le cadre du concept. La classification est publiée par l'OCLC en anglais, en français et dans d'autres langues. La version actuelle (23) a été initialement publiée en 2011. 
La liste ci-dessous présente les dix classes principales, cent divisions et mille sections.

## Classe000- Informatique, information, ouvrages généraux
- 000 Généralités sur l’informatique, l’information, les ouvrages généraux
  - 000 Généralités sur l’informatique, l’information, ouvrages généraux
  - 001 Connaissance
  - 002 Livre (écrits, bibliothèques, et sujets en rapport aux livres)
  - 003 Systèmes
  - 004 Traitement de données et Informatique
  - 005 Programmation informatique, Logiciels et donnée
  - 006 Applications informatique
  - 007–009 [Vacant]
- 010 Bibliographies
  - 010 Bibliographie
  - 011 Bibliographies
  - 012 Bibliographies d'individus
  - 013 [Vacant]
  - 014 Bibliographies d'ouvrages anonymes ou sous pseudonymes
  - 015 Bibliographies d'ouvrages sur des lieux précis
  - 016 Bibliographies d'ouvrages sur des sujets précis
  - 017 Catalogues de sujets généraux
  - 018 Catalogues classés par auteurs, dates, etc.
  - 019 Catalogues de dictionnaires
- 020 Sciences de l'information et des bibliothèques
  - 020 Bibliothéconomie et Science de l'information
  - 021 Relation des bibliothèques (avec les archives, les centres d'information, etc.)
  - 022 Administration d'installations physiques
  - 023 Gestion des ressources humaines
  - 024 [Vacant]
  - 025 Gestion des bibliothèques
  - 026 Bibliothèques de sujets précis
  - 027 Bibliothèques générales
  - 028 Lecture et utilisation des autres médias d'information
  - 029 [Vacant]
- 030 Encyclopédies générales
  - 030 Encyclopédies générales
  - 031 Encyclopédies en anglais américain
  - 032 Encyclopédies en anglais
  - 033 Encyclopédies dans d'autres langues germaniques
  - 034 Encyclopédies en français, occitan, et catalan
  - 035 Encyclopédies en italien, roumain, et langues apparentées
  - 036 Encyclopédies en espagnol et portugais
  - 037 Encyclopédies en langues slaves
  - 038 Encyclopédies en langues scandinaves
  - 039 Encyclopédies dans d'autres langues
- 040 [Vacant]
- 050 Publications en série d’ordre général
  - 050 Publications en série d’ordre général
  - 051 Publications en série en anglais américain
  - 052 Publications en série en anglais
  - 053 Publications en série dans d'autres langues germaniques
  - 054 Publications en série en français, occitan, et catalan
  - 055 Publications en série en italien, roumain, et langues apparentées
  - 056 Publications en série en espagnol et portugais
  - 057 Publications en série en langues slaves
  - 058 Publications en série en langues scandinaves
  - 059 Publications en série dans d'autres langues
- 060 Organisations générales et muséologie
  - 060 Organisations générales et muséologie
  - 061 Organisations en Amérique du Nord
  - 062 Organisations dans les îles Britanniques, en Angleterre
  - 063 Organisations en Europe centrale, en Allemagne
  - 064 Organisations en France et à Monaco
  - 065 Organisations en Italie et dans les îles voisines
  - 066 Organisations en péninsule Ibérique et dans les îles voisines
  - 067 Organisations en Europe de l'Est, en Russie
  - 068 Organisations dans d'autres zones géographiques
  - 069 Muséologie
- 070 Médias documentaires, journalisme, édition
  - 070 Médias documentaires, journalisme, édition
  - 071 Journaux en Amérique du Nord
  - 072 Journaux dans les îles Britanniques, en Angleterre
  - 073 Journaux en Europe centrale, en Allemagne
  - 074 Journaux en France et à Monaco
  - 075 Journaux en Italie et dans les îles voisines
  - 076 Journaux en péninsule Ibérique et dans les îles voisines
  - 077 Journaux en Europe de l'Est, en Russie
  - 078 Journaux en Scandinavie
  - 079 Journaux dans d'autres zones géographiques
- 080 Recueils généraux
  - 080 Recueils généraux
  - 081 Recueils en anglais américain
  - 082 Recueils en anglais
  - 083 Recueils dans d'autres langues germaniques
  - 084 Recueils en français, occitan, et catalan
  - 085 Recueils en italien, roumain, et langues apparentées
  - 086 Recueils en espagnol et portugais
  - 087 Recueils en langues slaves
  - 088 Recueils en langues scandinaves
  - 089 Recueils dans d'autres langues
- 090 Manuscrits, livres rares, autres documents imprimés rares
  - 090 Manuscrits, livres rares, autres documents imprimés rares
  - 091 Manuscrits
  - 092 Tabellaires
  - 093 Incunables
  - 094 Livres imprimés
  - 095 Livres remarquables pour leur reliure
  - 096 Livres remarquables pour leurs illustrations
  - 097 Livres remarquables pour leur propriété ou leur origine
  - 098 Œuvres interdites, forgeries, canulars
  - 099 Livres remarquables pour leur format

## Classe100-Philosophie,ParapsychologieetOccultisme,Psychologie
- 100 Généralités sur la philosophie, la parapsychologie, l’occultisme, la psychologie
  - 100 Philosophie et psychologie
  - 101 Théorie de la philosophie
  - 102 Divers
  - 103 Dictionnaires et encyclopédies
  - 104 [Vacant]
  - 105 Publications en série
  - 106 Organisations et gestion
  - 107 Education, recherche, sujets relatifs à la philosophie
  - 108 Groupes de philosophes
  - 109 Histoire et biographie recueillie
- 110 Métaphysique
  - 110 Métaphysique
  - 111 Ontologie
  - 112 [Vacant] — auparavant "Méthodologie"
  - 113 Cosmologie (Philosophie de la nature)
  - 114 Espace
  - 115 Temps
  - 116 Changement
  - 117 Structure
  - 118 Force et énergie
  - 119 Nombre et quantité
- 120 Épistémologie, causalité, finalité, genre humain
  - 120 Épistémologie, causalité, genre humain
  - 121 Épistémologie (Science du savoir)
  - 122 Causalité
  - 123 Déterminisme et Indéterminisme
  - 124 Téléologie
  - 125 [Vacant] — auparavant "Infini"
  - 126 L'individu
  - 127 L'inconscient et le subconscient
  - 128 Humanité
  - 129 Origine et devenir des âmes des individus
- 130 Parapsychologie et occultisme
  - 130 Parapsychologie et occultisme
  - 131 Méthodes parapsychologiques et occultes pour atteindre le bien-être, le bonheur, la réussite
  - 132 [Vacant] — auparavant "Troubles psychiques"
  - 133 Sujets spécifiques de parapsychologie et d'occultisme
  - 134 [Vacant] — auparavant "Mesmérisme et Clairvoyance"
  - 135 Rêves et mystères
  - 136 [Vacant] — auparavant "Caractéristiques mentales"
  - 137 Graphologie divinatoire
  - 138 Physiognomonie
  - 139 Phrénologie
- 140 Les divers systèmes et écoles philosophiques
  - 140 Les divers points de vue et écoles philosophiques
  - 141 Idéalisme, systèmes et doctrines apparentées
  - 142 Criticisme
  - 143 Bergsonisme et intuitionnisme
  - 144 Humanisme, systèmes et doctrines apparentées
  - 145 Sensationnalisme
  - 146 Naturalisme, systèmes et doctrines apparentées
  - 147 Panthéisme, systèmes et doctrines apparentées
  - 148 Dogmatisme, éclectisme, libéralisme, syncrétisme, et traditionalisme
  - 149 Autres systèmes et doctrines philosophiques
- 150 Psychologie
  - 150 Psychologie
  - 151 [Vacant] — auparavant "Intellect"
  - 152 Perception sensorielle, mouvement, émotions, et pulsions physiologiques
  - 153 Processus mentaux conscients et intelligence
  - 154 Subconscient, altered state et processus alternatifs
  - 155 Psychologie différentielle et psychologie du développement
  - 156 Psychologie comparée
  - 157 [Vacant] — auparavant "Émotions"
  - 158 Psychologie appliquée
  - 159 [Vacant] — auparavant "Volonté"
- 160 Logique
  - 160 Logique philosophique
  - 161 Raisonnement inductif
  - 162 Raisonnement déductif
  - 163–164 [Vacant]
  - 165 Raisonnement fallacieux et sources d'erreur
  - 166 Syllogismes
  - 167 Hypothèses
  - 168 Argumentation et persuasion
  - 169 Analogie
- 170 Éthique
  - 170 Éthique (Philosophie morale)
  - 171 Systèmes éthiques
  - 172 Éthique politique
  - 173 Éthique des relations familiales
  - 174 Éthique professionnelle
  - 175 Éthique du loisir, du temps libre, du spectacle, de la communication
  - 176 Éthique du sexe et de la reproduction
  - 177 Éthique des rapports sociaux
  - 178 Éthique de la consommation
  - 179 Autres normes d'éthiques
- 180 Philosophie antique, médiévale, orientale
  - 180 Philosophie antique, médiévale, orientale
  - 181 Philosophie orientale
  - 182 Philosophie présocratique
  - 183 Sophistique, socratique, autres philosophies liées au monde grec antique
  - 184 Platonisme
  - 185 Aristotélisme
  - 186 Scepticisme et néoplatonisme
  - 187 Épicurisme
  - 188 Stoïcisme
  - 189 Philosophie médiévale occidentale
- 190 Philosophie occidentale contemporaine et autres philosophies non orientales
  - 190 Philosophie occidentale contemporaine et autres philosophies non orientales
  - 191 Philosophie américaine et canadienne
  - 192 Philosophies des îles britanniques
  - 193 Philosophie d'Allemagne et d'Autriche
  - 194 Philosophie de France
  - 195 Philosophie d'Italie
  - 196 Philosophie d'Espagne et du Portugal
  - 197 Philosophie de Russie
  - 198 Philosophie de Scandinavie et de Finlande
  - 199 Philosophie d'autres régions du monde

## Classe200-Religions
- 200 Généralités sur les religions
  - 200 Religion
  - 201 Mythologie religieuse, grandes catégories de religions, attitudes et relations entre les religions, théologie sociale
  - 202 Doctrines
  - 203 Culte public et autres pratiques
  - 204 Expérience, vie, pratique religieuses
  - 205 Morale religieuse
  - 206 Chefs spirituels et organisation
  - 207 Missions et enseignement religieux
  - 208 Sources
  - 209 Sectes et mouvements réformistes
- 210 Philosophie et théorie de la religion
  - 210 Philosophie et théorie de la religion
  - 211 Concepts de Dieu
  - 212 Existence de Dieu, moyens de connaître Dieu, attributs de Dieu
  - 213 Création
  - 214 Théodicée
  - 215 Science et religion
  - 216 [Vacant]
  - 217 [Vacant]
  - 218 Humanité (le genre humain)
  - 219 [Vacant]
- 220 Bible[5]
  - 220 Bible
  - 221 Ancien Testament (Tanakh)
  - 222 Livres historiques de l'Ancien Testament
  - 223 Livres poétiques de l'Ancien Testament
  - 224 Livres prophétiques de l'Ancien Testament
  - 225 Nouveau Testament
  - 226 Évangiles et Actes des Apôtres
  - 227 Épitres
  - 228 Apocalypse de saint Jean
  - 229 Livres apocryphes et pseudépigraphes
- 230 Christianisme. Théologie chrétienne[5]
  - 230 Christianisme Théologie chrétienne
  - 231 Dieu
  - 232 Jésus de Nazareth et sa famille Christologie
  - 233 Humanité (le genre humain)
  - 234 Salut et grâce
  - 235 Êtres spirituels
  - 236 Eschatologie
  - 237 [Vacant]
  - 238 Croyances, confessions de foi
  - 239 Apologétique et polémique
- 240 Théologie morale et spirituelle chrétiennes[5]
  - 240 Théologie morale et spirituelle chrétiennes
  - 241 Morale chrétienne
  - 242 Textes de dévotion
  - 243 Textes d'évangélisation à l'intention des individus et des familles
  - 244 [Vacant]
  - 245 [Vacant]
  - 246 Art dans le christianisme
  - 247 Mobilier d'église et objets religieux
  - 248 Expérience, pratique, vie chrétiennes
  - 249 Pratiques chrétiennes dans la vie familiale
- 250 Églises chrétiennes locales et ordres religieux chrétiens[5]
  - 250 Églises chrétiennes locales et ordres religieux chrétiens
  - 251 Prédication (homilétique)
  - 252 Textes de sermons (homélies)
  - 253 Fonctions et devoirs pastoraux (théologie pastorale)
  - 254 Administration des paroisses
  - 255 Congrégations et ordres religieux
  - 256 [Vacant]
  - 257 [Vacant]
  - 258 [Vacant]
  - 259 Activités pastorales auprès des familles, des catégories particulières de personnes
- 260 Théologie chrétienne et société et Ecclésiologie[5]
  - 260 Théologie chrétienne et société et ecclésiologie
  - 261 Théologie chrétienne et société et relations et attitudes du christianisme envers les autres religions
  - 262 Ecclésiologie
  - 263 Jours, temps, lieux destinés au culte
  - 264 Culte public
  - 265 Sacrements, autres rites et cérémonies
  - 266 Missions
  - 267 Associations à but religieux
  - 268 Enseignement religieux
  - 269 Renouveau spirituel
- 270 Histoire et géographie du christianisme et de l’Église chrétienne[5]
  - 270 Histoire et géographie du christianisme et de l'Église
  - 271 Congrégations et ordres religieux dans l'histoire de l'Église
  - 272 Persécutions
  - 273 Controverses et hérésies doctrinales
  - 274 Christianisme en Europe, Église chrétienne en Europe
  - 275  Christianisme en Asie, Église chrétienne en Asie
  - 276 Christianisme en Afrique, Église chrétienne en Afrique
  - 277 Christianisme en Amérique du Nord, Église chrétienne en Amérique du Nord
  - 278 Christianisme en Amérique du Sud, Église chrétienne en Amérique du Sud
  - 279 Christianisme dans les autres parties du monde, Église chrétienne dans les autres parties du monde
- 280 Confessions et sectes de l'Église chrétienne
  - 280 Confessions et sectes de l'Église chrétienne
  - 281 Église primitive et Églises orientales
  - 282 Église catholique romaine
  - 283 Églises anglicanes
  - 284 Confessions protestantes d'origine européenne continentale et groupes connexes
  - 285 Églises presbytériennes, Églises réformées en Amérique, Églises congrégationalistes, puritanisme
  - 286 Églises baptistes, des disciples du Christ, adventistes
  - 287 Églises méthodistes, Églises liées au méthodisme
  - 288 [Vacant]
  - 289 Autres confessions et sectes
- 290 Autres religions
  - 290 Autres religions
  - 291 [Vacant]
  - 292 Religion classique (religions grecque et romaine)
  - 293 Religion germanique
  - 294 Religions d'origine hindoue
  - 295 Zoroastrisme (mazdéisme, parsisme)
  - 296 Judaïsme
  - 297 Islam, Babisme et Bahaïsme
  - 298 [Vacant]
  - 299 Autres religions

## Classe300-Sciences sociales
- 300 Généralités sur les sciences sociales
  - 300 Sciences sociales
  - 301 Sociologie et anthropologie
  - 302 Interaction sociale
  - 303 Processus sociaux
  - 304 Facteurs influençant le comportement social
  - 305 Groupes sociaux
  - 306 Culture et institutions
  - 307 Communautés
  - 308 [Vacant]
  - 309 [Vacant]
- 310 Statistiques générales
  - 310 Recueils de statistiques générales
  - 311 [Vacant]
  - 312 [Vacant]
  - 313 [Vacant]
  - 314 Statistiques générales de l'Europe
  - 315 Statistiques générales de l'Asie
  - 316 Statistiques générales de l'Afrique
  - 317 Statistiques générales de l'Amérique du Nord
  - 318 Statistiques générales de l'Amérique du Sud
  - 319 Statistiques générales des autres parties du monde
- 320 Science politique
  - 320 Science politique (politique et gouvernement)
  - 321 Types d'États et de gouvernements
  - 322 Relations entre l'État et les groupes sociaux organisés
  - 323 Droits civils et politiques
  - 324 La vie politique
  - 325 Migrations internationales et colonisation
  - 326 Esclavage et émancipation des esclaves
  - 327 Relations internationales
  - 328  Le processus législatif
  - 329 [Vacant]
- 330 Économie
  - 330 Économie
  - 331 Économie du travail
  - 332 Économie financière
  - 333 Économie de la terre et des ressources naturelles
  - 334 Coopératives
  - 335 Socialisme et systèmes apparentés
  - 336 Finances publiques
  - 337 Économie internationale
  - 338 Production
  - 339 Macroéconomie et sujets connexes
- 340 Droit
  - 340 Droit
  - 341 Droit international
  - 342 Droit constitutionnel et administratif
  - 343 Droit de la défense, droit fiscal, commercial, industriel
  - 344 Droit social, du travail, de la santé, de l'éducation et de la culture
  - 345 Droit pénal
  - 346 Droit privé
  - 347 Procédure civile et tribunaux
  - 348 Lois, réglementations, jurisprudence
  - 349 Droit interne des différents États. Ouvrages d'ensemble sur le droit de chaque pays
- 350 Administration publique. Art et science militaire
  - 350 Administration publique. Art et science militaire
  - 351 Administration publique
  - 352 Généralités
  - 353 Secteurs spécifiques de l'administration
  - 354 Ministères et services chargés de l'environnement, des ressources naturelles, des affaires économiques
  - 355 Art et science militaires
  - 356 Infanterie
  - 357 Forces montées
  - 358 Artillerie. Forces aériennes et spatiales
  - 359 Marine militaire
- 360 Problèmes et services sociaux. Associations
  - 360 Problèmes et services sociaux. Associations
  - 361 Problèmes sociaux. Aide sociale
  - 362 Problèmes et services d'aide sociale
  - 363 Autres problèmes et services sociaux
  - 364 Criminologie
  - 365 Établissements pénitentiaires
  - 366 Associations
  - 367 Clubs
  - 368 Assurances
  - 369 Associations diverses
- 370 Éducation, enseignement
  - 370 Éducation, enseignement
  - 371 Les écoles et leurs activités, enseignement spécialisé, éducation spécialisée
  - 372 L'école élémentaire
  - 373 Enseignement secondaire
  - 374 Formation des adultes
  - 375 Programme d'enseignement
  - 376 [Vacant] — auparavant "Éducation des femmes", reclassé à 371.822
  - 377 [Vacant] — auparavant "Écoles religieuses", reclassé à 371.07
  - 378 Enseignement supérieur
  - 379 L'enseignement et l'État. Politique éducative
- 380 Commerce, communications, transports
  - 380 Commerce, communications, transports
  - 381 Commerce intérieur
  - 382 Commerce international (commerce extérieur)
  - 383 Postes
  - 384 Communications, télécommunications
  - 385 Transports ferroviaires
  - 386 Transports par voies d'eau intérieures (Transport fluvial)
  - 387 Transports maritime, aérien, spatial
  - 388 Transports terrestre.Transports routiers
  - 389 Métrologie et normalisation
- 390 Coutumes, savoir-vivre, folklore
  - 390 Coutumes, savoir-vivre, folklore
  - 391 Costume et apparence personnelle
  - 392 Coutumes liées au cycle de l'existence et à la vie quotidienne
  - 393 Coutumes funéraires
  - 394 Coutumes générales
  - 395 Étiquette, savoir-vivre
  - 396 [Vacant]
  - 397 [Vacant]
  - 398 Folklore
  - 399 Coutumes de la guerre et de la diplomatie

## Classe400-Langues
- 400 Généralités sur les langues
  - 400 Langage
  - 401 Philosophie et théorie
  - 402 Ouvrages divers
  - 403 Dictionnaires, encyclopédies, concordances
  - 404 Sujets particuliers
  - 405 Publications en série
  - 406 Organisations
  - 407 Enseignement, recherche et sujets connexes
  - 408 Le langage chez les différents groupes
  - 409 Traitement géographique et biographique
- 410 Linguistique générale
  - 410 Linguistique
  - 411 Systèmes d'écriture des formes standard des langues
  - 412 Étymologie des formes standard des langues
  - 413 Dictionnaires des formes standard des langues
  - 414 Phonologie et phonétique des formes standard des langues
  - 415 Grammaire et syntaxe des formes standard des langues
  - 416 [Vacant]
  - 417 Dialectologie. Linguistique historique (diachronique)
  - 418 Standard usage (Prescriptive linguistics)
  - 419 Langage structuré autre que le langage parlé et le langage écrit
- 420 Langue anglaise. Anglo-saxon
  - 420 Anglais et vieil anglais (anglo-saxon)
  - 421 Écriture et phonologie de l'anglais standard
  - 422 Étymologie de l'anglais
  - 423 Dictionnaires d'anglais
  - 424 [Vacant]
  - 425 Grammaire de l'anglais standard
  - 426 [Vacant]
  - 427 Variantes historiques et géographiques, variantes locales
  - 428 Usage
  - 429 Vieil anglais
- 430 Langues germaniques. Allemand
  - 430 Langues germaniques. Allemand
  - 431 Écriture et phonologie de l'allemand standard
  - 432 Étymologie de l'allemand
  - 433 Dictionnaires d'allemand
  - 434 [Vacant] 
  - 435 Grammaire de l'allemand standard
  - 436 [Vacant]
  - 437 Variantes historiques et géographiques, variantes locales
  - 438 Usage
  - 439 Autres langages germaniques
- 440 Langues romanes. Français
  - 440 Langues romanes. Français
  - 441 Écriture et phonologie du français standard
  - 442 Étymologie du français
  - 443 Dictionnaires de français
  - 444 [Vacant]
  - 445 Grammaire français
  - 446 [Vacant]
  - 447 Variantes historiques et géographiques, variantes locales
  - 448 Usage
  - 449 Occitan Catalan, Franco-Provençal
- 450 Italien, sarde, dalmate, roumain, langues rhéto-romanes
  - 450 Italien, sarde, dalmate, roumain, langues rhéto-romanes
  - 451 Écriture et phonologie de l'italien standard
  - 452 Étymologie l'italien standard
  - 453 Dictionnaires d'italien
  - 454 [Vacant]
  - 455 Grammaire de l'italien standard
  - 456 [Vacant]
  - 457 Variantes historiques et géographiques, variantes locales
  - 458 Usage
  - 459 Roumain et langues rhéto-romanes
- 460 Langues espagnole et portugaise
  - 460 Langues espagnole et portugaise
  - 461 Écriture et phonologie de l'espagnol standard
  - 462 Étymologie l'espagnol standard
  - 463 Dictionnaires d'espagnol
  - 464 [Vacant]
  - 465 Grammaire de l'espagnol standard
  - 466 [Vacant]
  - 467 Variantes historiques et géographiques, variantes locales
  - 468 Usage
  - 469 Langue portugaise
- 470 Langues italiques. Latin
  - 470 Langues italiques. Latin
  - 471 Écriture et phonologie du latin classique
  - 472 Étymologie du latin classique
  - 473 Dictionnaires de latin
  - 474 [Vacant]
  - 475 Grammaire de latin classique
  - 476 [Vacant]
  - 477 Latin archaïque, post-classique, populaire
  - 478 Usage du latin classique
  - 479 autres langues italiques
- 480 Langues helléniques. Grec classique
  - 480 Langues helléniques. Grec classique
  - 481 Écriture et phonologie du grec classique
  - 482 Étymologie du grec classique
  - 483 Dictionnaires de grec classique
  - 484 [Vacant] 
  - 485 Grammaire du grec classique
  - 486 [Vacant] 
  - 487 Grec post-classique, hellénistique et byzantin
  - 488 Usage du grec classique
  - 489 Autres langues helléniques
- 490 Autres langues
  - 490 Autres langues
  - 491 Langues indo-européennes orientales et langues cetiques
  - 492 Langues afro-asiatiques (chamito-sémitiques)
  - 493 Langues afro-asiatiques non chamitiques
  - 494 Langues ouralo-altaïques, hyperboréennes (paléo-sibériennes) et dravidiennes
  - 495 Langues de l'Asie de l'Est et du Sud-Est. Langues sino-tibétaines
  - 496 Langues africaines
  - 497 Langues indiennes et autochtones de l'Amérique du Nord
  - 498 Langues indiennes de l'Amérique du Sud
  - 499 Langues papoues de l'Océanie, langues malayo-polynésiennes, diverses autres langues

## Classe500-Sciencesde la nature etMathématiques
- 500 Généralités sur les sciences de la nature et les mathématiques
  - 500 Sciences de la nature et mathématiques
  - 501 Philosophie et théorie
  - 502 Ouvrages divers
  - 503 Dictionnaires, encyclopédies, tableaux comparatifs
  - 504 [Vacant]
  - 505 Publications en série
  - 506 Organisations
  - 507 Étude et enseignement
  - 508 Histoire naturelle
  - 509 Étude historique, géographique, relative à des personnes
- 510 Mathématiques
  - 510 Mathématiques
  - 511 Principes généraux des mathématiques
  - 512 Algèbre, théorie des nombres
  - 513 Arithmétique
  - 514 Topologie
  - 515 Analyse
  - 516 Géométrie
  - 517 [Vacant]
  - 518 Analyse numérique
  - 519 Probabilités et mathématiques appliquées
- 520 Astronomie et sciences connexes
  - 520 Astronomie et sciences connexes
  - 521 Mécanique céleste
  - 522 Techniques, équipements, matériels
  - 523 Astronomie descriptive
  - 524 [Vacant]
  - 525 Terre (géographie astronomique)
  - 526 Géographie mathématique
  - 527 Navigation astronomique
  - 528 Éphémérides
  - 529 Chronologie
- 530 Physique
  - 530 Physique
  - 531 Mécanique classique, mécanique des solides
  - 532 Mécanique des fluides, mécanique des liquides
  - 533 Mécanique des gaz
  - 534 Son et vibrations associées, acoustique
  - 535 Lumière et phénomènes de l'infrarouge et de l'ultraviolet
  - 536 Chaleur
  - 537 Électricité et électronique
  - 538 Magnétisme
  - 539 Physique moderne
- 540 Chimie et sciences connexes
  - 540 Chimie et sciences connexes
  - 541 Chimie physique et théorique
  - 542 Techniques, procédés, appareils, équipement, matériel
  - 543 Chimie analytique
  - 544 Analyse qualitative
  - 545 Analyse quantitative
  - 546 Chimie minérale
  - 547 Chimie organique
  - 548 Cristallographie
  - 549 Minéralogie
- 550 Sciences de la Terre
  - 550 Sciences de la Terre
  - 551 Géologie, météorologie, hydrologie générale
  - 552 Pétrologie
  - 553 Géologie économique
  - 554 Géologie de l'Europe
  - 555 Géologie de l'Asie
  - 556 Géologie de l'Afrique
  - 557 Géologie de l'Amérique du Nord
  - 558 Géologie de l'Amérique du Sud
  - 559 Géologie des autres parties du monde
- 560 Paléontologie. Paléozoologie
  - 560 Paléontologie
  - 561 Paléobotanique
  - 562 Invertébrés fossiles
  - 563 Fossiles marins et des bords de mers
  - 564 Mollusques et molluscoïdes fossiles
  - 565 Arthropodes fossiles
  - 566 Cordés fossiles
  - 567 Vertébrés à sang froid fossiles. Poissons fossiles
  - 568 Oiseaux fossiles
  - 569 Mammifères fossiles
- 570 Sciences de la vie. Biologie
  - 570 Sciences de la vie. Biologie
  - 571 Physiologie et sujets voisins
  - 572 Biochimie
  - 573 Anatomie, histologie et physiologie animales
  - 574 [Vacant]
  - 575 Anatomie et physiologie végétales
  - 576 Génétique et évolution
  - 577 Écologie
  - 578 Histoire naturelle des organismes et sujets apparenté
  - 579 Micro-organismes, champignons, algues

- 580 Plantes. Botanique
  - 580 Plantes
  - 581 Sujets spécifiques de la biologie végétale
  - 582 Plantes étudiées en fonction de leurs propriétés végétatives particulières et de leurs fleurs
  - 583 Magnoliopsidées (Dicotylédones)
  - 584 Liliopsidées (Monocotylédones)
  - 585 Pinophytes (Gymnospermes), Coniférales (Conifères)
  - 586 Cryptogames (plantes sans graine)
  - 587 Ptéridophytes (plantes vasculaires sans graines, fougères)
  - 588 Bryophytes (mousses)
  - 589 [Vacant] — auparavant "Foresterie"
- 590 Animaux. Zoologie
  - 590 Animaux
  - 591 Sujets particuliers de la biologie animale
  - 592 Invertébrés
  - 593 Divers invertébrés marins et du littoral
  - 594 Mollusques et molluscoïdes
  - 595 Arthropodes
  - 596 Chordés. Vertébrés
  - 597 Vertébrés à sang froid. Poissons
  - 598 Oiseaux
  - 599 Mammifères

## Classe600- Technologie (Sciences appliquées)
- 600 Généralités sur la technologie
  - 600 Technologie (Sciences appliquées)
  - 601 Philosophie et théorie
  - 602 Ouvrages divers
  - 603 Dictionnaires, encyclopédies, ouvrages comparatifs
  - 604 Dessin industriel. Technique des substances dangereuses
  - 605 Publications en séries. Périodiques
  - 606 Organisations
  - 607 Enseignement, recherche
  - 608 Inventions et brevets
  - 609 Histoire et géographie
- 610 Sciences médicales. Médecine
  - 610 Sciences médicales. Médecine
    - 610.3 Dictionnaires, encyclopédies
    - 610.6 Organisations, gestion, professions médicales
    - 610.7 Étude et enseignement, recherche, soins infirmiers, sujets connexes
      - 610.72 Recherche médicale

    - 610.9 Histoire et géographie de la médecine

  - 611 Anatomie humaine, biologie des tissus, cytologie humaine
    - 611.1 Appareil cardio-vasculaire
    - 611.2 Appareil respiratoire
    - 611.3 Appareil digestif
    - 611.4 Système lymphatique et glandulaire
    - 611.6 Appareil génito-urinaire
    - 611.7 Organes moteurs et tégumentaires
    - 611.8 Système nerveux et organes des sens
      - 611.81 Cerveau
      - 611.84 Yeux
      - 611.85 Oreilles

    - 611.9 Anatomie topographique

  - 612 Physiologie humaine
  - 613 Promotion de la santé
    - 613.1 Rôle de l'environnement naturel
    - 613.2 Diététique : aliments et boissons. Valeurs nutritives des aliments
    - 613.4 Propreté personnelle. Soins de la personne
    - 613.5 Rôle de l'environnement non naturel
    - 613.6 Sujets spéciaux
      - 613.62 Hygiène industrielle
      - 613.66 Autodéfense

    - 613.7 Condition physique 
      - 613.71 Exercice et activités physiques
      - 613.79 Relaxation, repos, sommeil

    - 613.8 Toxicomanies
    - 613.9 Contrôle des naissances. Hygiène sexuelle. Procréation médicalement assistée

  - 614 Santé publique et sujets connexes
  - 615 Pharmacologie et thérapeutique
  - 616 Maladies
  - 617 Chirurgie et sujets connexes
  - 618 Autres branches de la médecine. Gynécologie et obstétrique
  - 619 Médecine expérimentale
- 620 Art de l’ingénieur et activités connexes
  - 620 Art de l’ingénieur et activités connexes
  - 621 Physique appliquée
  - 622 Génie minier et activités connexes
  - 623 Génie militaire et naval
  - 624 Génie civil
  - 625 Chemins de fer, routes, autoroutes
  - 626 [Vacant]
  - 627 Génie hydraulique
  - 628 Technique sanitaire et municipale. Génie Urbain
  - 629 Autres branches de l'art de l'ingénieur
- 630 Agronomie, agriculture et activités connexes
  - 630 Agronomie, agriculture et activités connexes
  - 631 Techniques spécifiques, équipement
  - 632 Dégâts causés aux plantes, maladies et parasites
  - 633 Champs et  cultures
  - 634 Vergers, fruits, foresterie. Arboriculture
  - 635 Produits des jardins (Horticulture). Légumes
  - 636 Élevage
  - 637 Industrie laitière
  - 638 Élevage d'insectes
  - 639 Chasse et pêche commerciale, protection de la faune et de la flore
- 640 Économie domestique (arts ménagers). Vie familiale
  - 640 Économie domestique (arts ménagers). Vie familiale
  - 641 Nourriture et boisson
  - 642 Repas, service à table
  - 643 Logement et équipement ménager
  - 644 Chauffage et autres équipements
  - 645 Mobilier et décoration
  - 646 Couture, Vêtement, gestion de la vie personnelle et familiale
  - 647 Organisation des établissements hôteliers, hôtels, restaurants
  - 648 Travaux d'entretien
  - 649 Puériculture ; soin à domicile des handicapés et des malades
- 650 Gestion de l'entreprise et services auxiliaires
  - 650 Gestion de l'entreprise et services auxiliaires
  - 651 Bureaux
  - 652 Procédés de la communication écrite
  - 653 Sténographie
  - 654–656 [Vacant]
  - 657 Comptabilité
  - 658 Gestion des entreprises privées et publiques
  - 659 Publicité et relations publiques
- 660 Génie chimique (chimie industrielle) et techniques connexes
  - 660 Génie chimique (chimie industrielle) et techniques connexes
  - 661 Technologie des produits chimiques industriels (chimie lourde)
  - 662 Technologie des explosifs, combustibles, produits dérivés
  - 663 Technologie des boissons
  - 664 Technologie des aliments
  - 665 Technologie industrielle relative aux huiles, graisses, cires et gaz industriels
  - 666 Technologie de la céramique et technologies annexes
  - 667 Nettoyage, industries des colorants
  - 668 Technologie des autres produits organiques
  - 669 Métallurgie
- 670 Fabrication industrielle
  - 670 Fabrication industrielle
  - 671 Métallurgie industrielle
  - 672 Métallurgie des métaux ferreux
  - 673 Métallurgie des métaux non-ferreux
  - 674 Technologie du bois, produits du bois, liège
  - 675 Technologie du cuir et de la fourrure
  - 676 Technologie de la pâte à papier et du papier
  - 677 Textiles
  - 678 Élastomères & produits élastomères
  - 679 Autres produits faits de matériaux divers
- 680 Fabrications de produits à usages particuliers
  - 680 Fabrications de produits à usages particuliers
  - 681 Instruments de précision
  - 682 Ferronnerie, petits travaux de forge
  - 683 Quincaillerie, serrurerie
  - 684 Ameublement, bricolage à la maison
  - 685 Articles de cuir et de fourrures, produits dérivés
  - 686 Imprimerie et activités dérivées
  - 687 Fabrication de vêtements
  - 688 Autres articles, technologie des emballages
  - 689 [Vacant]
- 690 Bâtiments
  - 690 Bâtiments
  - 691 Matériaux de construction
  - 692 Techniques annexes
  - 693 Construction de bâtiments de matériaux déterminés et à des fins déterminées
  - 694 Utilisation du bois dans la construction, menuiserie
  - 695 Couverture, toiture
  - 696 Plomberie
  - 697 Ingénierie du Chauffage, ventilation et climatisation
  - 698 Finitions
  - 699 [Vacant]

## Classe700-Arts,LoisirsetSports
- 700 Généralités sur l’art
  - 700 Les arts. Beaux-arts et arts décoratifs
  - 701 Philosophie et théorie des beaux-arts et des arts décoratifs
  - 702 Ouvrages divers sur les beaux-arts et des arts décoratifs
  - 703 Dictionnaires, encyclopédies des beaux-arts et des arts décoratifs
  - 704 Caractères particuliers
  - 705 Publications en série
  - 706 Organisations et commerce
  - 707 Étude et enseignement
  - 708 Galeries, musées, collections d'art
  - 709 Histoire et géographie des beaux-arts et des arts décoratifs
- 710 Urbanisme. Art du paysage
  - 710 Urbanisme. Art du paysage
  - 711 Aménagement du territoire (urbanisme)
  - 712 Arts du paysage
  - 713 Architecture du paysage des voies de communication
  - 714 Pièces d'eau dans l'architecture du paysage
  - 715 Plantes ligneuses dans l'architecture du paysage
  - 716 Plantes herbacées dans l'architecture du paysage
  - 717 Mobilier urbain
  - 718 Cimetières
  - 719 Sites naturels
- 720 Architecture
  - 720 Architecture
  - 721 Construction architecturale
  - 722 Architecture de l'Antiquité et de l'Orient (jusqu'à 300)
  - 723 Architecture médiévale (300-1399)
  - 724 Architecture 1400-...
  - 725 Édifices d'usage public
  - 726 Édifices religieux
  - 727 Édifices destinés à l'éducation et la recherche
  - 728 Bâtiments d'habitation
  - 729 Décoration des édifices
- 730 Arts plastiques. Sculpture
  - 730 Arts plastiques. Sculpture
  - 731 Procédés et représentations
  - 732 Sculpture primitive et orientale, et de l'Occident ancien
  - 733 Sculpture grecque, étrusque, romaine
  - 734 Sculpture médiévale, 500-1400
  - 735 Sculpture moderne, 1400-...
  - 736 Taille, ciselage, sculpture
  - 737 Numismatique et sigillographie
  - 738 Céramique
  - 739 Art du métal
- 740 Dessin. Arts décoratifs 
  - 740 Dessin, arts décoratifs
  - 741 Dessin et dessins
  - 742 Perspective
  - 743 Le dessin et les dessins, classés par sujets
  - 744 [Vacant]
  - 745 Arts décoratifs, arts mineurs
  - 746 Art et artisanat des textiles
  - 747 Décoration d'intérieur
  - 748 Verre
  - 749 Mobiliers et accessoires
- 750 La peinture et les peintures
  - 750 La peinture et les peintures
  - 751 Procédés et types de peintures
  - 752 Couleur
  - 753 Sujets allégoriques, mythologiques, symboliques
  - 754 Scènes de la vie quotidienne
  - 755 Peinture religieuse
  - 756 [Vacant]
  - 757 Représentations de la personne. Portraits
  - 758 Autres sujets
  - 759 Histoire et géographie
- 760 Arts graphiques. La gravure et les gravures
  - 760 Arts graphiques. La gravures et les gravures
  - 761 Procédés en relief
  - 762 [Vacant]
  - 763 Lithographie
  - 764 Chromolithographie et sérigraphie
  - 765 Gravure sur métal
  - 766 Manière noire, aquatinte
  - 767 Eau-forte et pointe sèche
  - 768 [Vacant]
  - 769 Estampes
- 770 Photographie et photographies
  - 770 Photographie et photographies
  - 771 Appareils, équipements, matériels
  - 772 Procédés utilisant des sels métalliques
  - 773 Procédés par pigments
  - 774 Holographie
  - 775 [Vacant]
  - 776 Art numérique. Art par ordinateur
  - 777 Cinématographie et Vidéographie
  - 778 Différents domaines de la photographie
  - 779 Photographies, recueils de photographies
- 780 Musique
  - 780 Musique
  - 781 Principes généraux et formes musicales
  - 782 Musique vocale
  - 783 Musique pour voix seule. La voix
  - 784 Ensembles instrumentaux
  - 785 Ensembles à un seul instrument par partie
  - 786 Claviers, instruments mécaniques et électriques, percussions
  - 787 Instruments à cordes
  - 788 Instruments à vent
  - 789 [Vacant]
- 790 Loisirs et arts du spectacle. Sports
  - 790 Loisirs et arts du spectacle. Sports
  - 791 Représentations scéniques
  - 792 Théâtre. Représentations sur scène
  - 793 Jeux d'intérieur
  - 794 Jeux d'habileté d'intérieur
  - 795 Jeux de hasard. Jeux de cartes
  - 796 Sports, jeux athlétiques d'extérieur
  - 797 Sports nautiques et aériens
  - 798 Sports équestres, courses d'animaux
  - 799 Pêche, chasse, tir

## Classe800-Littérature(Belles-Lettres) et techniques d’écriture
- 800 Généralités sur la littérature et les techniques d’écriture
  - 800 Littérature (Belles-lettres) et techniques d'écriture
  - 801 Philosophie et théorie
  - 802 Ouvrages divers
  - 803 Dictionnaires, encyclopédies, concordances
  - 804 [Vacant]
  - 805 Publications en série
  - 806 Organisations
  - 807 Étude et enseignement
  - 808 Rhétorique et recueils
  - 809 Histoire, analyse, critiques littéraires générales
- 810 Littérature américaine de langue anglaise
  - 810 Littérature américaine de langue anglaise
  - 811 Poésie
  - 812 Littérature dramatique
  - 813 Fiction
  - 814 Essais
  - 815 Discours
  - 816 Correspondance
  - 817 Humour, satire
  - 818 Textes divers
  - 819 [Vacant]
- 820 Littératures anglaise et anglo-saxonne
  - 820 Littératures anglaise et anglo-saxonne
  - 821 Poésie
  - 822 Littérature dramatique
  - 823 Fiction
  - 824 Essais
  - 825 Discours
  - 826 Correspondance
  - 827 Humour, satire
  - 828 Textes divers
  - 829 Anglo-saxon. Vieil anglais
- 830 Littérature des langues germaniques. Littérature allemande
  - 830 Littérature des langues germaniques. Littérature allemande
  - 831 Poésie
  - 832 Littérature dramatique
  - 833 Fiction
  - 834 Essais
  - 835 Discours
  - 836 Correspondance
  - 837 Humour, satire
  - 838 Textes divers
  - 839 Autres littératures germaniques
- 840 Littérature des langues romanes. Littérature française
  - 840 Littérature des langues romanes. Littérature française
  - 841 Poésie de langue française
  - 842 Littérature dramatique
  - 843 Fiction
    - 843.01 La nouvelle
    - 843.06 La bande dessinée
    - 843.08 les genres romanesques
      - 843.08.081 Le roman historique
      - 843.08.083 Le roman social, psychologique, réaliste
      - 843.08.085 Le roman sentimental
      - 843.08.087 2 Le roman à énigme, à suspense, le roman noir
      - 843.08.087 6 La science fiction

  - 844 Essais
  - 845 Discours
  - 846 Correspondance
  - 847 Humour, satire
  - 848 Écrits divers
  - 849 Littératures provençales et catalanes
- 850 Littératures italienne, roumaine, rhéto-romane
  - 850 Littératures italienne, roumaine, rhéto-romane
  - 851 Poésie
  - 852 Littérature dramatique
  - 853 Fiction
  - 854 Essais
  - 855 Discours
  - 856 Correspondance
  - 857 Humour, satire
  - 858 Textes divers
  - 859 Roumain et rhéto-roman
- 860 Littératures espagnole et portugaise
  - 860 Littératures espagnole et portugaise
  - 861 Poésie
  - 862 Littérature dramatique
  - 863 Fiction
  - 864 Essais
  - 865 Discours
  - 866 Correspondance
  - 867 Humour, satire
  - 868 Textes divers
  - 869 Portugais et brésilien
- 870 Littératures des langues italiques. Littérature latine
  - 870 Littératures des langues italiques. Littérature latine
  - 871 Poésie
  - 872 Littérature dramatique
  - 873 Poésie épique
  - 874 Poésie lyrique
  - 875 Discours
  - 876 Correspondances
  - 877 Littérature satirique
  - 878 Écrits divers
  - 879 Littératures d'autres langues italiques
- 880 Littératures des langues helléniques. Littérature grecque classique
  - 880 Littératures des langues helléniques. Littérature grecque classique
  - 881 Poésie
  - 882 Littérature dramatique
  - 883 Poésie épique
  - 884 Poésie lyrique
  - 885 Discours
  - 886 Correspondances
  - 887 Littérature satirique
  - 888 Divers écrits
  - 889 Littérature grecque moderne
- 890 Littératures des autres langues
  - 890 Littératures des autres langues
  - 891 Littératures indo-européennes du groupe oriental et littératures celtiques
  - 892 Littératures afro-asiatiques (chamito-sémitique)
  - 893 Littératures chamitique et tchadienne
  - 894 Littératures ouralo-altaïque, paléosibérienne, finno-ougriennes (hongroise, finnoise), dravidienne
  - 895 Littérature des pays d'Asie de l'Est et du Sud-Est
  - 896 Littératures africaines
  - 897 Littératures des langues indiennes et autochtones d'Amérique du Nord
  - 898 Littératures des langues indiennes et autochtones d'Amérique du Sud
  - 899 Littératures des langues non austronésiennes de l'Océanie, des langues austronésiennes, de diverses autres langues
    - 899.3 Littérature malgache
    - 899.92 Basque
    - 899.992 Espéranto

## Classe900-Géographie,Histoireet disciplines auxiliaires
- 900 Généralités sur la Géographie et l’Histoire
  - 900 Généralités sur la Géographie et l’Histoire
  - 901 Philosophie et théorie de l'histoire
  - 902 Ouvrages divers
  - 903 Dictionnaires, encyclopédies, concordances
  - 904 Recueils de récits d'événements
  - 905 Publications en série
  - 906 Organisations
  - 907 Enseignement et recherche
    - 907.2 Recherche, historiographie

  - 908 Histoire des différents groupes de personnes
  - 909 Histoire du monde. Civilisation
- 910 Géographie et voyages
  - 910 Géographie et voyages
    - 910.2 Ouvrages divers
    - 910.3 Dictionnaires, encyclopédies, concordances
    - 910.4 Récits de voyage
    - 910.7 Étude et enseignement. Recherche
    - 910.9 Traitement historique, géographie, biographique

  - 911 Géographie historique
  - 912 Représentations graphiques de la surface terrestre et des mondes extraterrestres
  - 913 Le monde ancien : géographie et voyages
  - 914 Géographie de l'Europe
  - 915 Géographie de l'Asie
  - 916 Géographie de l'Afrique
  - 917 Géographie de l'Amérique du Nord
  - 918 Géographie de l'Amérique du Sud
  - 919 Géographie des autres parties du monde et des mondes extra-terrestres
- 920 Biographie, généalogie, emblèmes, insignes
  - 920 Biographie, généalogie, emblèmes, insignes
  - 921 Philosophes et psychologues
  - 922 Chefs et penseurs religieux. Religieux
  - 923 Politiciens, économistes, juristes, enseignants
  - 924 Linguistes
  - 925 Savants
  - 927 Artistes. Sportifs
  - 928 Écrivains
  - 929 Généalogie, onomastique, emblèmes
- 930 Histoire générale du monde ancien
  - 930 Histoire générale du monde ancien, jusqu'à 499 apr. J.-C.
  - 931 Chine jusqu'à 420 apr. J.-C.
  - 932 Égypte jusqu'à 640 apr. J.-C.
  - 933 Palestine jusqu'à 70 apr. J.-C.
  - 934 Inde jusqu'à 647 apr. J.-C.
  - 935 Mésopotamie et Plateau Iranien jusqu'à 637 apr. J.-C.
  - 936 Pays d'Europe situés au nord et à l'ouest de la péninsule Italique jusqu'à 499 apr. J.-C.
  - 937 Péninsule Italique et territoires annexes jusqu'à 476 apr. J.-C.
  - 938 Grèce jusqu'à 323 apr. J.-C.
  - 939 Autres parties du monde ancien
- 940 Histoire générale de l’Europe. Europe de l'Ouest
  - 940 Histoire générale de l’Europe
  - 941 Iles britanniques
  - 942 Angleterre et Pays de Galles
  - 943 Europe centrale. Allemagne
  - 944 France & Monaco
  - 945 Italie, Saint-Marin, Vatican, Malte
  - 946 Péninsule Ibérique. Espagne
    - 946.9 Portugal

  - 947 Russie et pays d'Europe de l'Est
  - 948 Europe du Nord. Scandinavie
  - 949 Autres pays d'Europe
- 950 Histoire générale de l’Asie. Orient. Extrême-Orient
  - 950 Histoire générale de l’Asie. Orient. Extrême-Orient
  - 951 Chine et territoires adjacents
  - 952 Japon et îles adjacentes
  - 953 Péninsule Arabique et territoires adjacents
  - 954 Asie du Sud. Inde
  - 955 Iran
  - 956 Moyen-Orient (Proche-Orient)
  - 957 Sibérie (Russie d'Asie)
  - 958 Asie centrale
  - 959 Asie du Sud-Est
- 960 Histoire générale de l’Afrique
  - 960 Histoire générale de l’Afrique
  - 961 Tunisie et Libye
  - 962 Égypte et Soudan
  - 963 Éthiopie et Érythrée
  - 964 Maroc. Côtes du Nord-Ouest africain et îles au large
  - 965 Algérie
  - 966 Afrique occidentale et îles au large
  - 967 Afrique centrale et îles au large
  - 968 Afrique du Sud
  - 969 Îles du sud de L'Océan Indien
- 970 Histoire générale de l’Amérique du Nord
  - 970 Histoire générale de l’Amérique du Nord
  - 971 Canada
  - 972 Amérique centrale. Mexique
  - 973 États-Unis
- 980 Histoire générale de l’Amérique du Sud
  - 980 Histoire générale de l’Amérique du Sud
  - 981 Brésil
  - 982 Argentine
  - 983 Chili
  - 984 Bolivie
  - 985 Pérou
  - 986 Nord-Ouest de l'Amérique du Sud
  - 987 Vénézuela
  - 988 Guyane
    - 988.2 Guyane française

  - 989 Paraguay & Uruguay
- 990 Histoire générale des autres pays du monde. Océanie
  - 990 Histoire générale des autres pays du monde. Océanie
  - 991–992 [Vacant]
  - 993 Nouvelle-Zélande
  - 994 Australie
  - 995 Nouvelle-Guinée. Mélanésie
  - 996 Autres régions du Pacifique, Polynésie
  - 997 Îles de l'Océan Atlantique
  - 998 Îles de l'Arctique et de l’Antarctique
  - 999 Mondes extra-terrestres

## Sources